# Metro de Pionyang
El Metro de Pyongyang (en chosŏn'gŭl, 평양 지하철; en hancha, 平壤地下鐵; romanización revisada, Pyeongyang Jihacheol; McCune-Reischauer, P'yŏngyang Chihach'ŏl) es un ferrocarril metropolitano que se extiende bajo el subsuelo de dicha ciudad, que es la capital de la República Popular Democrática de Corea. Cuenta con 17 estaciones que totalizan alrededor de 22 kilómetros de recorrido, distribuidos en dos líneas, Chŏllima y Hyŏksin, que están trazadas de norte a sur y de oeste a este, respectivamente.
La construcción de este ferrocarril fue iniciada en 1968 por el Ejército Popular de Corea, con la asistencia técnica de la República Popular China y la Unión Soviética, y se inauguró en septiembre de 1973, con la entrada en funciones del tramo comprendido entre las estaciones Pulgŭnbyŏl a Sungni de la línea Chŏllima. La línea Hyŏksin entró en marcha en octubre de 1975, con las estaciones Ragwŏn a Hyŏksin.
Posteriormente la línea Hyŏksin fue extendida hasta la estación Kwangbok en septiembre de 1978, y en 1987 la línea Chŏllima fue ampliada hasta la estación Puhŭng, completando diecisiete estaciones.
En los últimos años, se ha llevado a cabo una renovación completa de 4 estaciones, con un diseño más moderno, añadiendo pantallas de TV y aumentando el colorido, entre ellas la estación Kaeson.

## Estaciones
| Estaciones del Metro de Pionyang         | Estaciones del Metro de Pionyang | Estaciones del Metro de Pionyang     | Estaciones del Metro de Pionyang |
| ---------------------------------------- | -------------------------------- | ------------------------------------ | -------------------------------- |
| Línea Chŏllima 천리마선 (De norte a sur) |                                  |                                      |                                  |
| Estación                                 | Significado literal              | Correspondencia                      | Apertura                         |
| Pulgŭnbyŏl 붉은별                        | Estrella Roja                    |                                      | 6 de septiembre de 1973          |
| Chŏnu 전우                               | Camarada                         | #2 Chŏnsŭng                          | 6 de septiembre de 1973          |
| Kaesŏn 개선                              | Triunfo/Regreso triunfal         |                                      | 6 de septiembre de 1973          |
| Thŏngil 통일                             | Reunificación                    |                                      | 6 de septiembre de 1973          |
| Sŭngni 승리                              | Victoria                         |                                      | 6 de septiembre de 1973          |
| Ponghwa 봉화                             | Señal de fuego                   |                                      | 6 de septiembre de 1973          |
| Yŏnggwang 영광                           | Gloria                           | Estación de Pyongyang (ferrocarril)  | 10 de abril de 1987              |
| Puhŭng 부흥                              | Rehabilitación                   |                                      | 10 de abril de 1987              |
| Línea Hyŏksin 혁신선 (De este a oeste)   |                                  |                                      |                                  |
| Estación                                 | Significado literal              | Correspondencia                      | Apertura                         |
| Kwangbok 광복                            | Restauración                     |                                      | 9 de septiembre de 1978          |
| Kŏn'guk 건국                             | Fundación Nacional               | Estación de Potonggang (ferrocarril) | 9 de septiembre de 1978          |
| Hwanggŭmbŏl 황금벌                       | Campos Dorados                   |                                      | 6 de septiembre de 1978          |
| Kŏnsŏl 건설                              | Construcción                     |                                      | 6 de septiembre de 1978          |
| Hyŏksin 혁신                             | Renovación                       |                                      | 9 de septiembre de 1975          |
| Chŏnsŭng 전승                            | Triunfo o Sacrificio en Batalla  | #1 Chŏnu                             | 9 de septiembre de 1975          |
| Samhŭng 삼흥                             | Tres Orígenes                    |                                      | 9 de septiembre de 1975          |
| Kwangmyŏng 광명                          | Brillo                           |                                      | 9 de septiembre de 1975          |
| Rakwŏn 락원                              | Paraíso                          |                                      | 9 de septiembre de 1975          |

Las estaciones se sitúan a una distancia aproximada de 1500 metros entre sí, tal como ocurre en el metro de Moscú.
Cabe señalar, como caso único en el mundo, que los nombres de las estaciones se tomaron solamente de temas asociados al proyecto político sustentado por el partido gobernante del país (llamado en Corea del Norte "idea juche") y sin guardar relación con el entorno geográfico, como ocurre con la mayoría de los ferrocarriles metropolitanos del mundo, cuyas estaciones suelen bautizarse con referencia a puntos geográficos del entorno en el cual se sitúa la estación en concreto.

## Galería de imágenes
Gracias al carácter turístico de las estaciones de metro, a la vez que la curiosidad de los turistas, podemos obtener gran cantidad de imágenes de las nuevas estaciones y su remodelación.

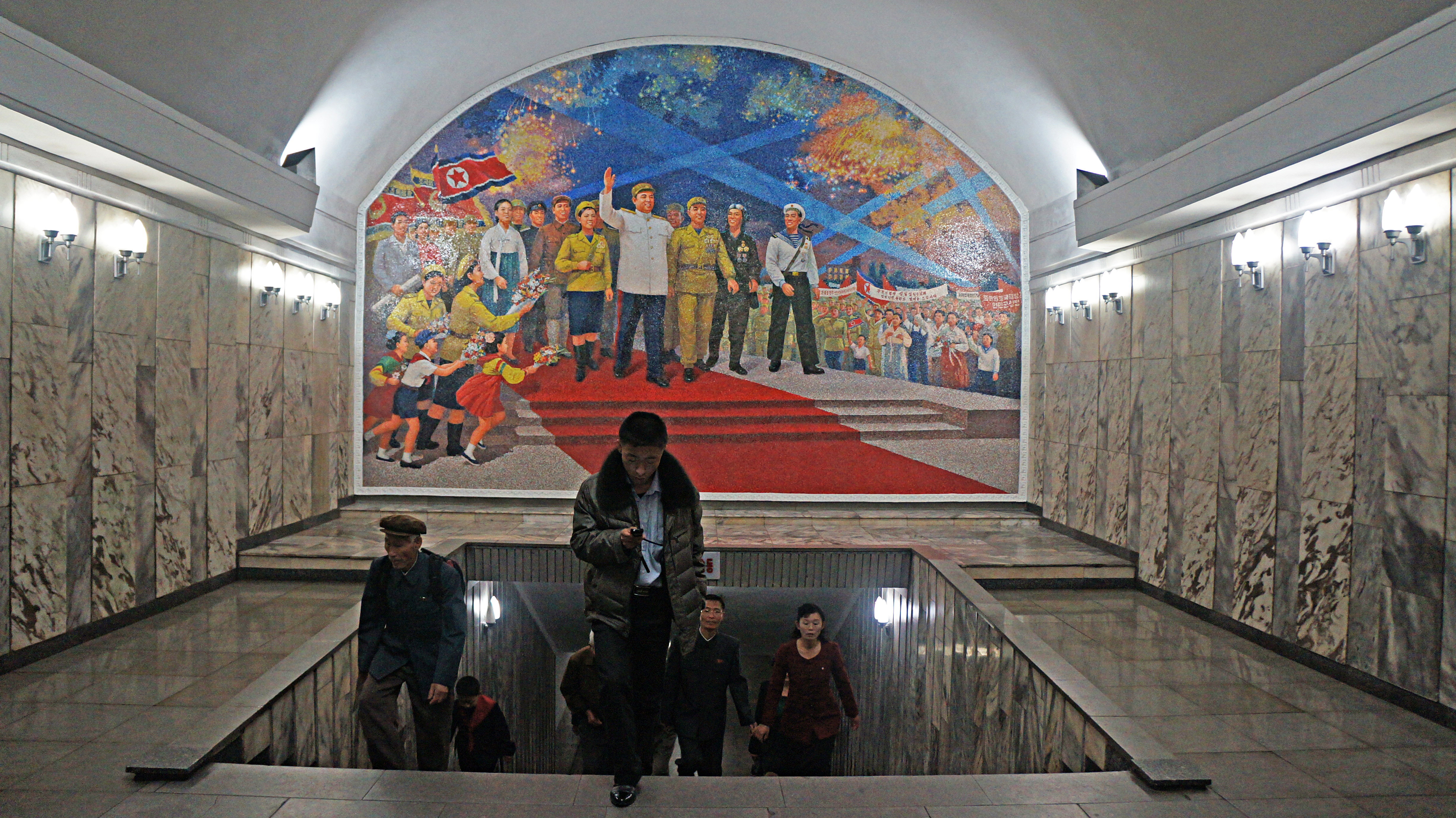
Estación Jonsung
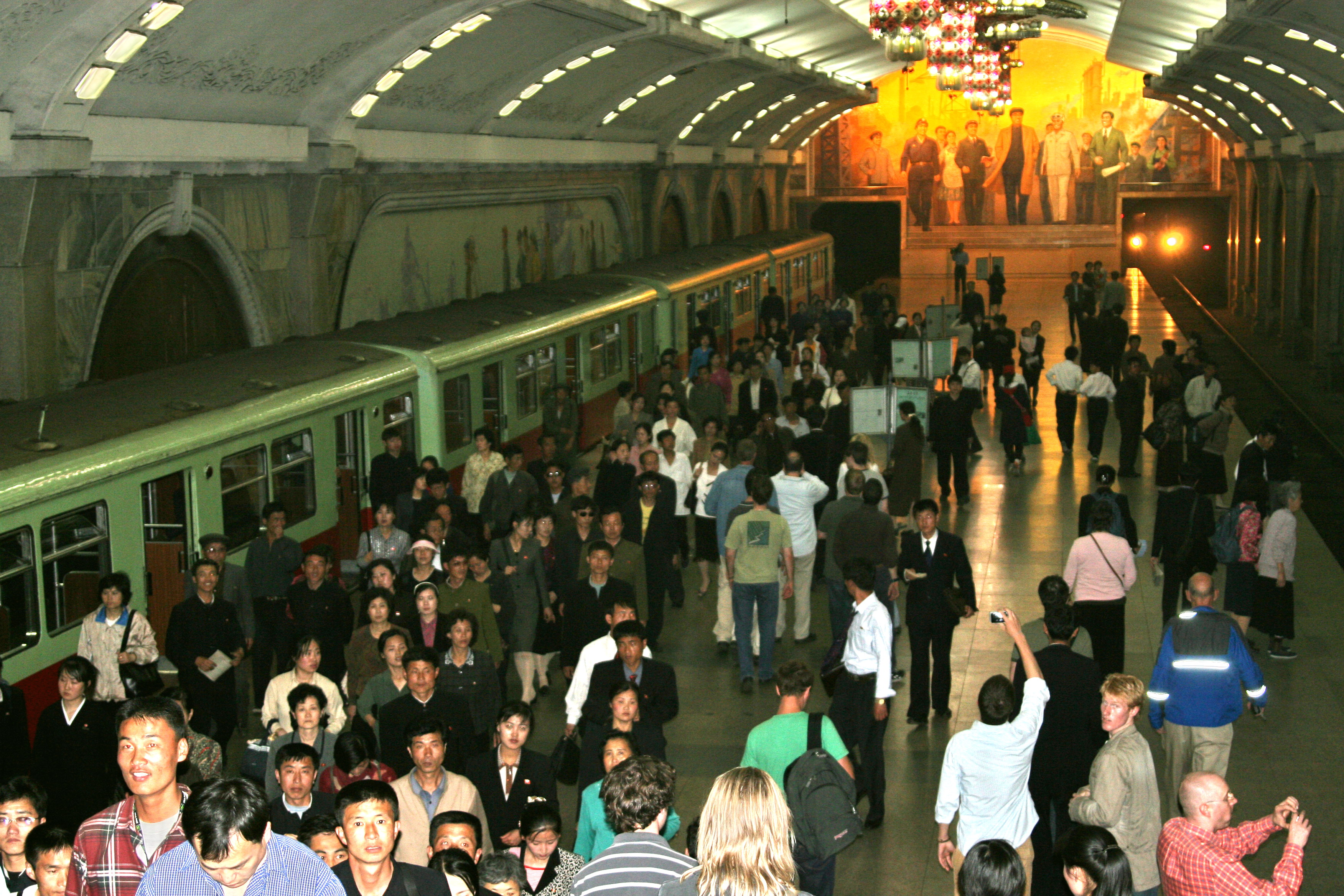
Metro en 2012
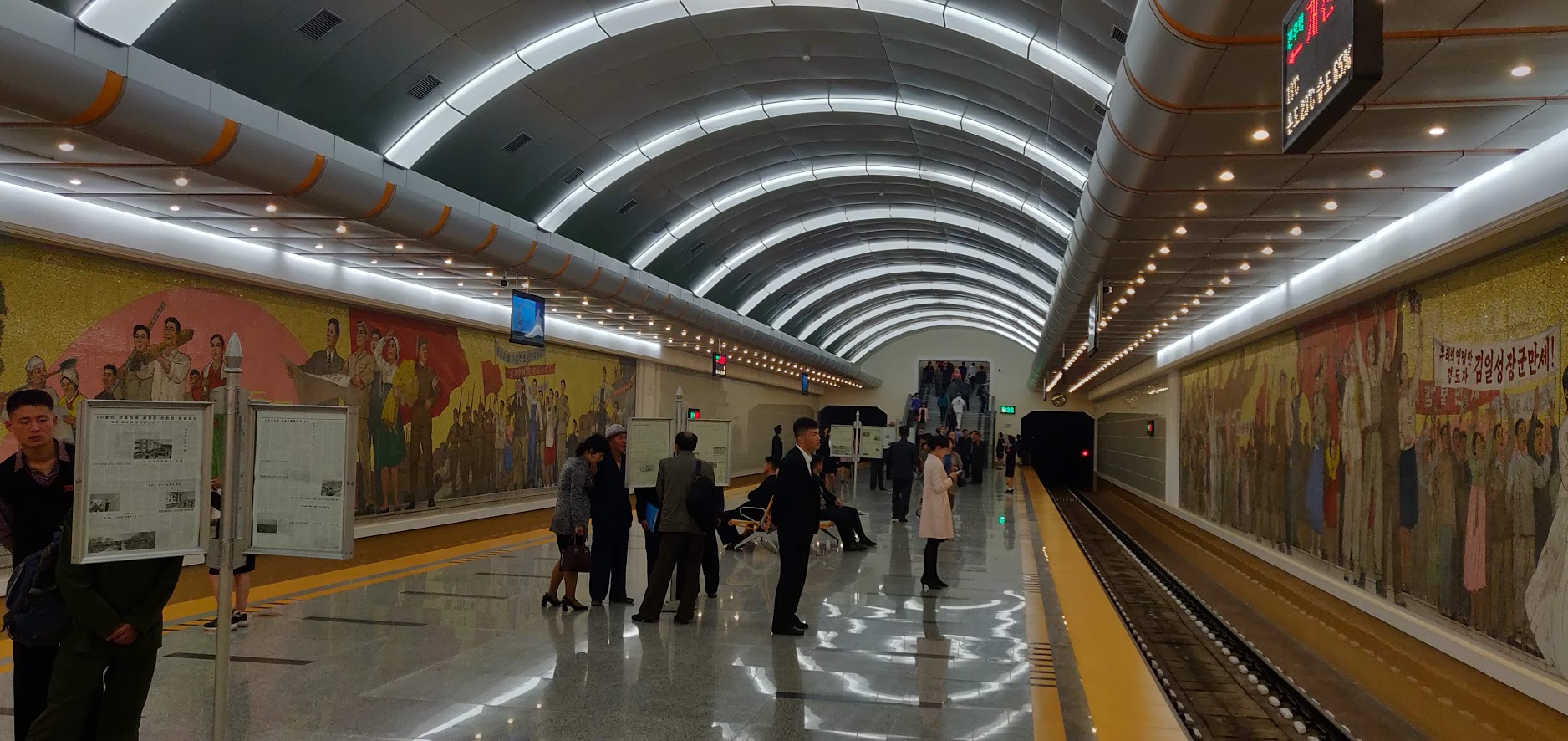
Estación Kaesong